# Homologna rekombinacija
Homologna rekombinacija je tip genetičke rekombinacije u kojoj se nukleotidne sekvence razmenjuju između dva slična ili identična molekula DNK. Ona je u najširoj upotrebi u ćelijama za preciznu popravku štetnih prekida koji se javljaju na oba lanca DNK, poznatih kao dvolančani prekidi. Homologna rekombinacija isto tako proizvodi nove kombinacije DNK sekvenci tokom mejoze, procesa kojim eukariote formiraju gametne ćelije, poput sperme i jajnih ćelija kod životinja. Te nove kombinacije DNK predstavljaju genetičke varijacije u potomstvu, što omogućava populacijama da se adaptiraju tokom evolucije. Homologna rekombinacija se takođe koristi u horizontalnom transferu gena za razmenu genetičkog materijala između različitih sojeva i vrsta bakterija i virusa.

## Spoljašnje veze
- Animacije homologne rekombinacije
- Homologna rekombinacija